# FIS wereldkampioenschappen snowboarden 2007
De wereldkampioenschappen snowboarden 2007 werden van 13 tot en met 20 januari 2007 gehouden in het
Zwitserse Arosa.
Voor mannen stonden vijf disciplines op het programma, voor vrouwen vier.

## Medaillewinnaars

### Parallelle slalom
| #      | Land | Atleet         |
| ------ | ---- | -------------- |
| Goud   | SUI  | Simon Schoch   |
| Zilver | SUI  | Philipp Schoch |
| Brons  | SLO  | Rok Flander    |

| #      | Land | Atleet         |
| ------ | ---- | -------------- |
| Goud   | AUT  | Heidi Neururer |
| Zilver | AUT  | Marion Kreiner |
| Brons  | AUT  | Doresia Krings |

### Parallelle reuzenslalom
| #      | Land | Atleet         |
| ------ | ---- | -------------- |
| Goud   | SLO  | Rok Flander    |
| Zilver | SUI  | Philipp Schoch |
| Brons  | SUI  | Heinz Inniger  |

| #      | Land | Atleet                  |
| ------ | ---- | ----------------------- |
| Goud   | RUS  | Jekaterina Toedegesjeva |
| Zilver | GER  | Amelie Kober            |
| Brons  | SUI  | Fränzi Kohli            |

### Snowboard cross
| #      | Land | Atleet           |
| ------ | ---- | ---------------- |
| Goud   | FRA  | Xavier De Le Rue |
| Zilver | USA  | Seth Wescott     |
| Brons  | USA  | Nate Holland     |

| #      | Land | Atleet             |
| ------ | ---- | ------------------ |
| Goud   | USA  | Lindsey Jacobellis |
| Zilver | SUI  | Sandra Frei        |
| Brons  | NOR  | Helene Olafsen     |

### Halfpipe
| #      | Land | Atleet          |
| ------ | ---- | --------------- |
| Goud   | FRA  | Mathieu Crepel  |
| Zilver | JPN  | Kazuhiro Kokubo |
| Brons  | CAN  | Brad Martin     |

| #      | Land | Atleet              |
| ------ | ---- | ------------------- |
| Goud   | SUI  | Manuela Laura Pesko |
| Zilver | JPN  | Soko Yamaoka        |
| Brons  | POL  | Paulina Ligocka     |

### Big air
| #      | Land | Atleet         |
| ------ | ---- | -------------- |
| Goud   | FRA  | Mathieu Crepel |
| Zilver | FIN  | Antti Autti    |
| Brons  | FIN  | Janne Korpi    |

International Snowboard Federation (ISF)

1993 ·
1995 ·
1997 ·
1999 

Lijst van ISF-wereldkampioenen snowboarden
Fédération Internationale de Ski (FIS)

1996 ·
1997 ·
1999 ·
2001 ·
2003 ·
2005 ·
2007 ·
2009 ·
2011 ·
2013 ·
2015 ·
2017 ·
2019 ·
2021 ·
2023 

Lijst van FIS-wereldkampioenen snowboarden
World Snowboarding Federation (WSF)

2012 ·
2016